# Gewöhnliche Zwergmispel
Die Gewöhnliche Zwergmispel oder Felsen-Zwergmispel (Cotoneaster integerrimus) ist ein sommergrüner, bis zu 2 Meter hoher, rotfruchtiger Strauch aus der Gruppe der Kernobstgewächse (Pyrinae). Das natürliche Verbreitungsgebiet der Art erstreckt sich von Europa bis China und Indien. Sie wird manchmal als Zierpflanze verwendet.

## Beschreibung
Die Gewöhnliche Zwergmispel ist ein sommergrüner, bis zu 2 Meter hoher, etwas sparriger Strauch mit einer aufrecht-überhängenden Krone. Die Zweige sind braun oder graubraun, stielrund, anfangs dicht graufilzig behaart aber rasch verkahlend. Die Laubblätter sind in Blattstiel und Blattspreite gegliedert. Der Blattstiel ist 2 bis 5 Millimeter lang und filzig behaart. Die Nebenblätter sind lanzettlich, fein behaart und bleiben meist bis zur Fruchtreife erhalten. Die Blattspreite ist einfach, breit oval, breit eiförmig oder rundlich, 2 bis 5  Zentimeter lang und 1,3 bis 2,5 Zentimeter (selten ab 0,5 bis 3 Zentimeter) breit, mit spitzer oder stumpfer, meist stachelspitziger Blattspitze und gerundeter Basis. Die Blattoberseite ist stumpfgrün, kahl oder spärlich behaart mit eingesenkten Blattadern; die Unterseite ist dicht grau-filzig behaart mit hervortretenden Blattadern.

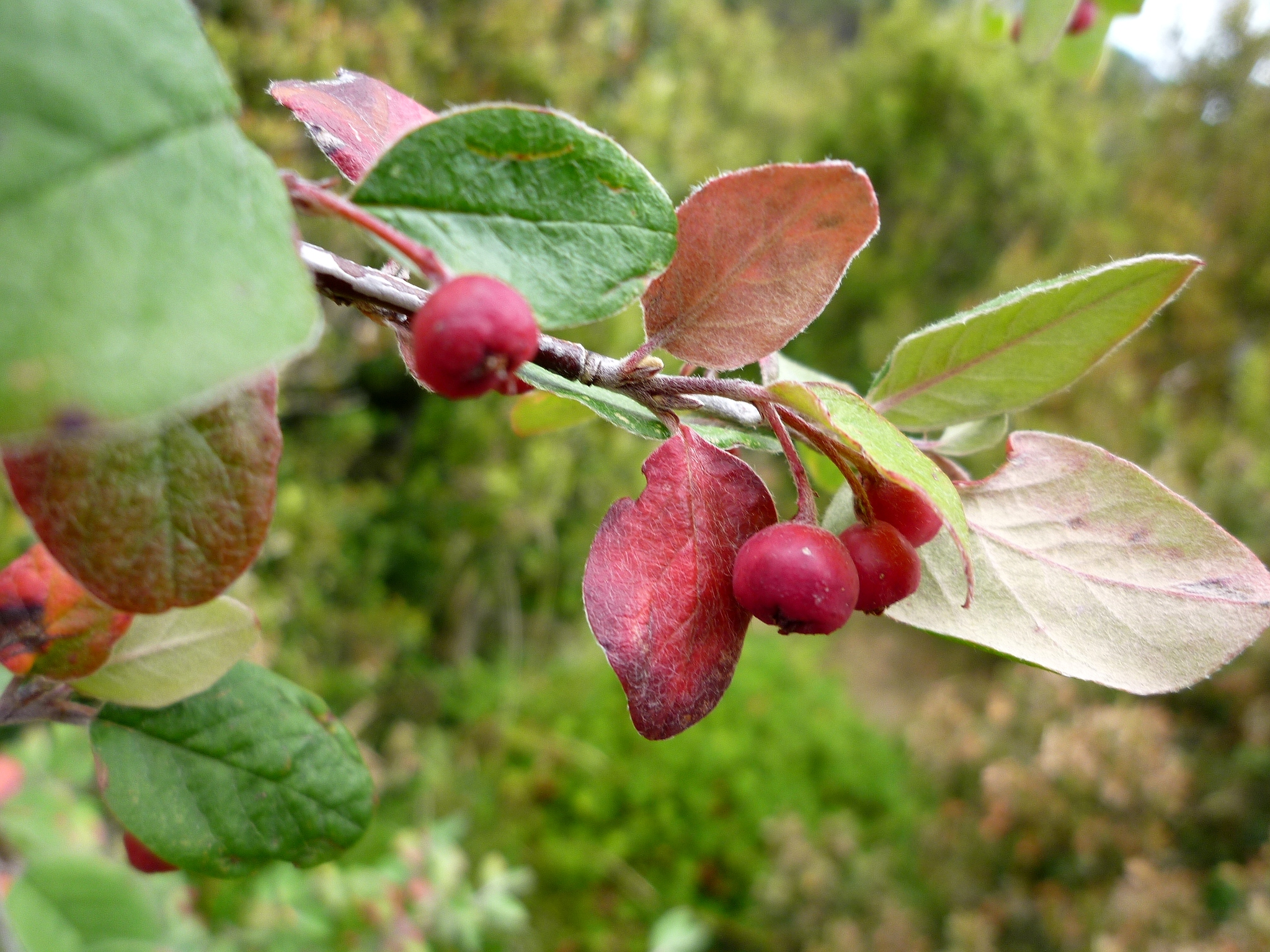
Blätter und Früchte

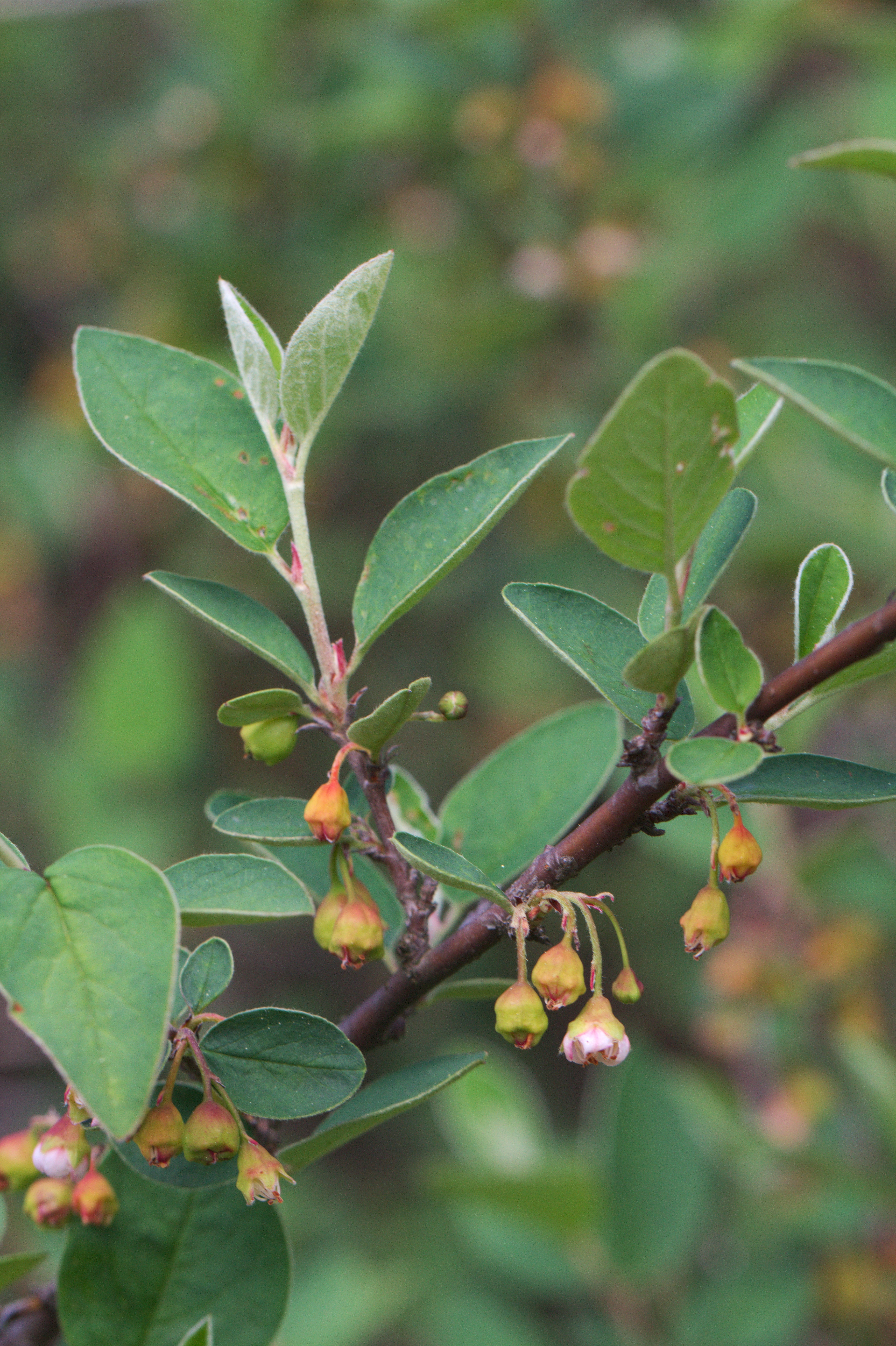
Gewöhnliche Zwergmispel (Cotoneaster integerrimus), blühend

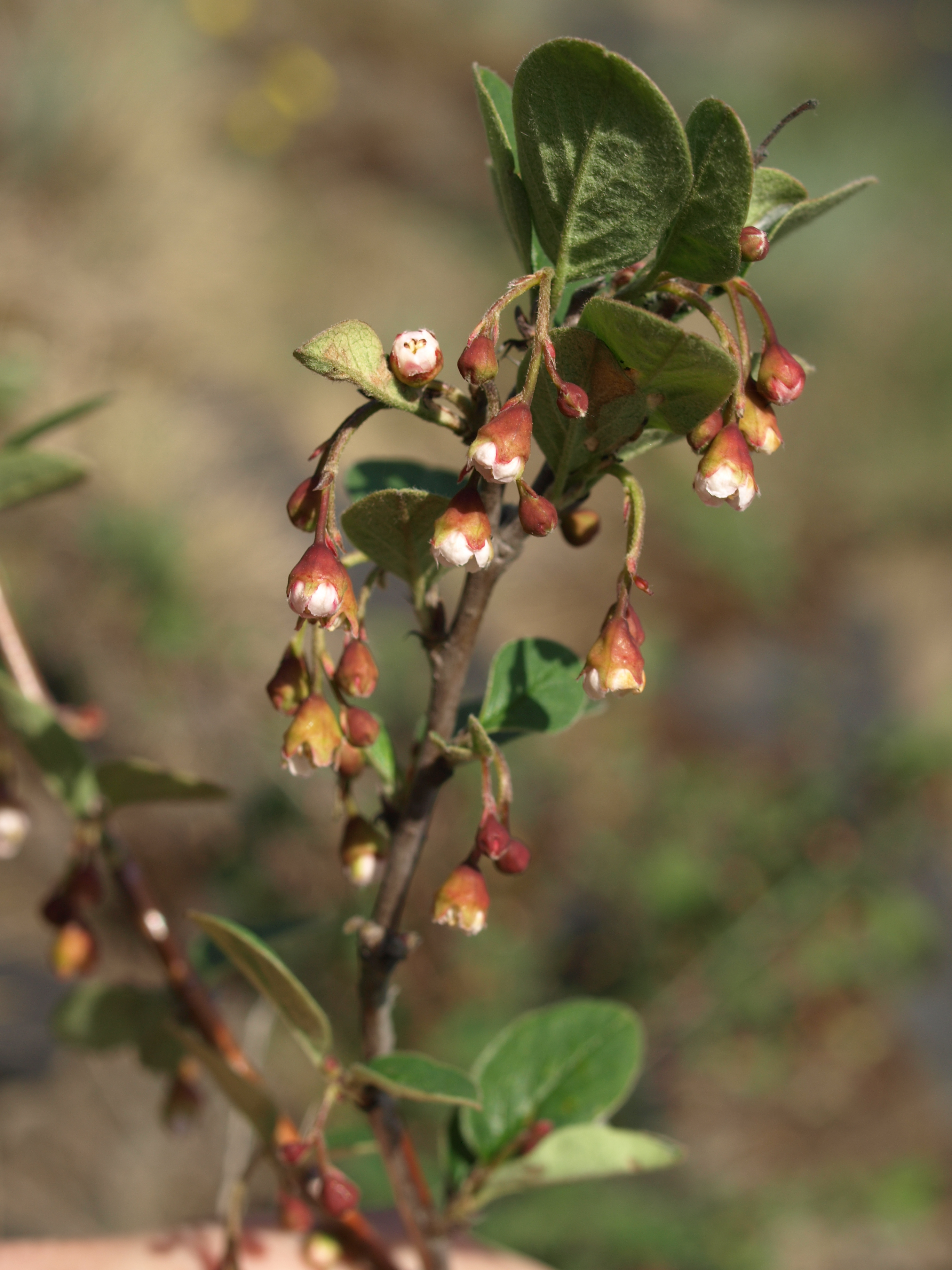
Gewöhnliche Zwergmispel (Cotoneaster integerrimus)

Die Blüten wachsen in 1,5 bis 2,5 Zentimeter durchmessenden Schirmrispen aus 2 bis 5 manchmal 7 Blüten mit kahler oder fein behaarter Spindel. Die Tragblätter sind lanzettlich und fein behaart. Die Blütenstiele sind wie die Blütenstandsspindel kahl oder fein behaart und 3 bis 6 Millimeter lang. Die Blüten haben Durchmesser von 8 Millimeter. Der Blütenbecher ist glockenförmig, kahl oder außen fein behaart und scheidet Nektar ab. Die Kelchblätter sind dreieckig-oval, stumpf, 1 bis 1,5 Millimeter lang und 1 bis 2 Millimeter breit. Die Kronblätter sind aufgerichtet, rosafarben, rundlich, etwa 3 Millimeter breit, mit stumpfer Spitze und genagelter Basis. Die 15 bis 20 Staubblätter sind etwa gleich lang wie die Kronblätter. Die Spitze des Fruchtknotens ist fein behaart. Die zwei oder selten drei freistehenden Griffel sind kürzer als die Staubblätter. Die Bestäubung erfolgt durch Wespen, meist Feldwespen der Gattung Polistes. Die weiblichen Fruchtblätter reifen vor den männlichen Staubbeuteln (Vorweiblichkeit), trotzdem kann es vor dem Verblühen zu Selbstbestäubung kommen.
Die Früchte sind rote oder dunkelrote, kahle, rundliche oder selten eiförmige, beerenartige Apfelfrüchte mit Durchmesser von 6 bis 7 selten 8 Millimeter und mehligem Fruchtfleisch. Je Frucht werden meist zwei selten drei oder vier Kerne gebildet. Die Gewöhnliche Zwergmispel blüht von Mai bis Juni, die Früchte reifen von August bis September. Die Verbreitung der Samen erfolgt durch Vögel, besonders durch Rabenvögel über die Verdauung oder durch Nagetiere, welche die Früchte vergraben. Die Vermehrung erfolgt auch vegetativ durch Wurzelbrut.
Die Chromosomenzahl beträgt 2n = 68.

## Vorkommen und Standortansprüche
Das natürliche Verbreitungsgebiet in Europa reicht von Skandinavien, Großbritannien und Spanien über Frankreich, Italien, Österreich und Deutschland bis nach Rumänien, Polen, den Baltenstaaten, die Ukraine und Russland. In Asien findet man sie im Kaukasus, in der Türkei und Afghanistan, in Pakistan, China, Korea und Indien.
Die Gewöhnliche Zwergmispel wächst in Steppen und Trockenwäldern unter 2500 Metern Höhe auf mäßig trockenen bis frischen, schwach sauren bis stark alkalischen, nährstoffreichen Böden, häufig auf Kalkböden, an sonnigen bis lichtschattigen Standorten. Die Art ist wärmeliebend, nässeempfindlich und frosthart. Sie ist in Mitteleuropa eine Charakterart des Felsenbirnen-Gebüsch (Cotoneastro-Amelanchieretum), kommt aber auch in anderen Gesellschaften des Verbands Berberidion, des Erico-Pinion oder der Ordnung Quercetalia pubescentis vor. In den Allgäuer Alpen steigt sie bis zu einer Höhenlage von 2100 Metern auf.

## Systematik
Die Gewöhnliche Zwergmispel (Cotoneaster integerrimus) ist eine Art aus der Gattung der Zwergmispeln (Cotoneaster). Sie wird in der Familie der Rosengewächse (Rosaceae) der Unterfamilie Spiraeoideae, Tribus Pyreae der Untertribus der Kernobstgewächse (Pyrinae) zugeordnet. Die Art wurde im Jahr 1793 von Friedrich Casimir Medicus als Cotoneaster integerrima erstmals wissenschaftlich beschrieben. Der Gattungsname Cotoneaster leitet sich vom lateinischen „cotoneum malum“ für die Quitte (Cydonia oblonga) ab. Die Endung „aster“ ist eine Vergröberungsform für Pflanzengruppen, die im Vergleich zu ähnlichen Gruppen als minderwertig betrachtet werden. Das Artepitheton integerrimus stammt aus dem Lateinischen und bedeutet „ganzrandig“. Es verweist auf die ganzrandige Blattspreite.

## Verwendung
Die Gewöhnliche Zwergmispel wird manchmal aufgrund ihrer beeindruckenden Früchte als Ziergehölz verwendet.

## Trivialnamen
Für die Gewöhnliche Zwergmispel bestehen bzw. bestanden auch die weiteren deutschsprachigen Trivialnamen Bergquitten, Flühbirle, Hirschbirle, Wilde Kütterbeere, Mehlbeere (Tirol), Quittenmispel, Steinapfel, (Luzern), Steinmespel, Stockmehlbeere (Pinzgau), Zwergmespel und Zwergmispel.